# Jeff Nordgaard
Jeffrey Wallace Nordgaard (* 23. Februar 1973 in Dawson, Minnesota) ist ein ehemaliger US-amerikanisch-polnischer Basketballspieler. Nach dem Studium in seinem Geburtsland spielte er als professioneller Spieler in Spanien, bevor er nach einem Jahr nach Minnesota zurückkehrte und für die Milwaukee Bucks in der NBA spielte. Hier konnte er sich jedoch nicht durchsetzen und ging nach weiteren Einsätzen in der Minor League CBA zurück nach Europa, wo er in Italien und Frankreich spielte. 2001 ging er nach Polen, wo er 2003 die Meisterschaft gewann und die polnische Staatsbürgerschaft annahm. Nachdem er im Folgenden auch für die polnische Nationalmannschaft aktiv wurde, spielte er mit polnischem Pass zudem noch kurzzeitig in Italien und Griechenland, bevor er zwei weitere polnische Meisterschaften mit Prokom Trefl Sopot gewann. Er beendete seine aktive Karriere als Spielertrainer von AZS Koszalin 2009.

## Karriere
Nordgaard ging in seiner Geburtsstadt zur Schule, wo er 1991 als erster Spieler – nach der Einführung ausführlicher Zählung solcher Statistiken – ein Quadruple-Double in einem Schulspiel in Minnesota erzielte. Nach dem Schulabschluss bekam er einen Studienplatz an der University of Wisconsin in Green Bay, wo er für die Hochschulmannschaft Phoenix ab 1992 zunächst in der damaligen Mid-Continent Conference (MCC) der NCAA spielte. Nach der zuvor einzigen Teilnahme am landesweiten NCAA-Endrundenturnier 1991 erreichten die Phoenix nach dem Sieg im MCC-Meisterschaftsturnier 1994 erneut die Endrunde und erzielten ihren ersten Endrundensieg gegen die höher eingestuften Golden Bears der University of California at Berkeley. In der zweiten Runde verloren sie dann jedoch gegen die Orangemen der Syracuse University. Nach dem Wechsel in die Horizon League gewannen die Phoenix auch in dieser Conference das Meisterschaftsturnier 1995, wobei Nordgaard als MVP des Turniers ausgezeichnet wurde. 1996 blieben die Phoenix innerhalb der Horizon League in der regulären Saison ungeschlagen und Nordgaard wurde als „Player of the Year“ der Horizon League ausgezeichnet. In der landesweiten Endrunde schieden die Phoenix in der ersten Runde aus wie sie es schon ein Jahr zuvor getan hatten, als sie gegen die favorisierten Boilermakers der Purdue University mit einem Punkt Unterschied verloren und knapp an einer „cinderella story“ vorbeischrammten.
Im NBA-Draft 1996 wurde Nordgaard in der zweiten Runde an insgesamt 53. Position von den Milwaukee Bucks aus seinem Heimatstaat ausgewählt. Seine erste professionelle Saison absolvierte er gleichwohl in der zweiten spanischen Liga LEB für den früheren Erstligisten Klub Patronato aus Bilbao, einem Vorgängerverein des späteren einmaligen Vizemeisters CB Bilbao Berri. Die baskische Mannschaft schied jedoch als Tabellenelfter der regulären Saison in der ersten Play-off-Runde um den Aufstieg sieglos aus. Im Sommer 1997 schaffte Nordgaard jedoch den Sprung in den Kader der Milwaukee Bucks, für die er in der NBA 1997/98 erste Kurzeinsätze hatte. Mitte Dezember 1997 wurde er bereits wieder aus seinem Vertrag entlassen, worauf in der Continental Basketball Association für die Fury aus Fort Wayne spielte. Im März 1998 bekam Nordgaard noch einmal einen Kurzzeitvertrag über zehn Tage bei den Bucks, der jedoch nicht verlängert wurde, worauf Nordgaard zu den Fury zurückkehrte. Für die Bucks absolvierte Nordgaard insgesamt 13 Einsätze in der NBA mit einer durchschnittlichen Einsatzzeit von weniger als vier Minuten pro Spiel.
In der Saison 1998/99 spielte Nordgaard in der zweiten italienischen Spielklasse Serie A2 für den Erstliga-Absteiger Viola aus Reggio Calabria. Zusammen mit unter anderem dem jungen argentinischen Neuzugang Manu Ginóbili, der späteren Olympiasieger und mehrfacher NBA-Champion werden sollte, schaffte Nordgaard mit dem kalabrischen Verein den Gewinn der Aufstiegs-Play-offs und die sofortige Rückkehr in die höchste Spielklasse Lega Basket Serie A. Für die Saison 1999/2000 unterschrieb Nordgaard einen Vertrag beim französischen Erstligisten Basket Comté Doubs aus Besançon. In der LNB Pro A konnte sich die Mannschaft gegenüber dem Vorjahr um einen Platz auf den elften Platz verbessern, verpasste aber erneut den Einzug in die Play-offs um die Meisterschaft. Nachdem die CBA zu Beginn der Saison 2000/01 ausgesetzt war, stand Nordgaard zunächst kurzzeitig im Kader der Indiana Legends in der neu gegründeten Minor League American Basketball Association, die mit der ABA der 1970er Jahre aber nur den gemeinsamen Namen teilte. Bald kehrte er jedoch nach Frankreich zurück und spielte die Saison für Élan sportif aus Chalon-sur-Saône zu Ende. Die Mannschaft verbesserte sich ebenfalls um einen Platz vom achten auf den siebten Platz der regulären Saison und schied in der ersten Play-off-Runde trotz eines Auftakterfolgs  gegen den späteren Titelträger ÉB Pau-Orthez aus, der anschließend kein Spiel mehr in den Play-offs jener Saison verlor.
Für die Saison 2001/02 wechselte Nordgaard erstmals nach Polen und spielte in Włocławek für Anwil in der höchsten polnischen Spielklasse Polska Liga Koszykówki zusammen mit unter anderem dem NCAA-MOP 1995 Ed O’Bannon. Nach drei Vizemeisterschaften in Folge reichte es für den Verein in der Saison 2001/02 zunächst nur zum vierten Platz, doch ein Jahr später holte die neuformierte Mannschaft für den Verein 2003 den ersten nationalen Meistertitel nach zuvor fünf Vizemeisterschaften seit Mitte der 1990er Jahre. Nordgaard nahm die polnische Staatsbürgerschaft an und spielte in der Saison 2003/04 für Polonia aus Warschau. Mit dieser Mannschaft konnte man in der kleinen Finalserie die Bronzemedaille der Meisterschaft 2004 gewinnen und Titelverteidiger Anwil auf den vierten Platz verweisen. Mit seinem europäischen Pass wurde Nordgaard auch wieder für Vereine aus Südeuropa interessant und zu Beginn der Saison 2004/05 spielte er für sechs Wochen beim italienischen Erstligisten Sedima Basket aus Roseto degli Abruzzi. Anschließend hatte er einen weiteren befristeten Vertrag beim griechischen Erstligisten Olympiakos aus Piräus in der A1 Ethniki, für den er auch noch vier Vorrundenspiele im höchstrangigen europäischen Vereinswettbewerb EuroLeague 2004/05 absolvierte, als Olympiakos zum ersten und bislang einzigen Male bereits nach der Vorrunde in diesem Wettbewerb ausschied. Am Saisonende spielte Nordgaard wieder für Polonia Warschau, die die gegen Anwil diesmal die Play-off-Halbfinalserie verloren und am Ende erneut die Bronzemedaille gewannen.
Für die Saison 2005/06 wechselte Nordgaard zum polnischen Meister Prokom Trefl nach Sopot, wo er wieder mit Tomas Pačėsas zusammenspielte, mit dem er 2003 bereits seine erste polnische Meisterschaft mit Anwil gewonnen hatte. In der EuroLeague 2005/06 verpasste Prokom Trefl mit fünf Siegen in 14 Spielen die Zwischenrunde der 16 besten Mannschaften, doch ein Jahr später reichten diese fünf Siege zum Einzug in die Zwischenrunde der EuroLeague 2006/07, wo die Mannschaft den ersten Zwischenrundensieg des Vereins beim Auswärtserfolg nach Verlängerung bei Efes Pilsen Istanbul errang. Nordgaard schilderte in einem Blog auf den Webseiten der ULEB seine Sicht des Saisonverlaufs. Serienmeister Prokom Trefl konnte seine Meisterschaftstitel in Polen erfolgreich verteidigen. Nachdem Nordgaard zwar im Sommer 2006 mitgeholfen hatte, die polnische Nationalmannschaft erstmals seit zehn Jahren wieder für ein EM-Endrundenturnier zu qualifizieren, hatte er wegen einer hartnäckigen Fußverletzung eine längere Pause in der Saison 2006/07 hinnehmen müssen und war im Endrundenkader nicht mehr vertreten, den sein ehemaliger Vereinstrainer Andrej Urlep auch im Blick auf die zwei Jahre später folgende Europameisterschaft im eigenen Land verjüngte. Auch beim Serienmeister Prokom Trefl mussten die Mittdreißiger Adam Wójcik, Nordgaard und der Litauer Pačėsas, der an die Seitenlinie wechselte, Platz schaffen im Kader. Nordgaard wechselte noch einmal innerhalb der polnischen Liga zu AZS aus Koszalin. Als Siebter der Saison 2007/08 verlor Nordgaards neue Mannschaft im Play-off-Viertelfinale ausgerechnet gegen Titelverteidiger Trefl Sopot. In der Saison 2008/09 übernahm Nordgaard nach dem Rücktritt des bisherigen Trainers früh in der Saison auch den Trainerposten, ähnlich wie der ehemalige deutsche Nationalspieler Sebastian Machowski bei Kotwica Kołobrzeg eine Saison zuvor, und als Siebter verlor die Mannschaft erneut im Viertelfinale, diesmal gegen den neuen und alten Vizemeister Turów Zgorzelec. Anschließend beendete Nordgaard seine aktive Karriere mit 36 Jahren.